# Kipper (pesce)

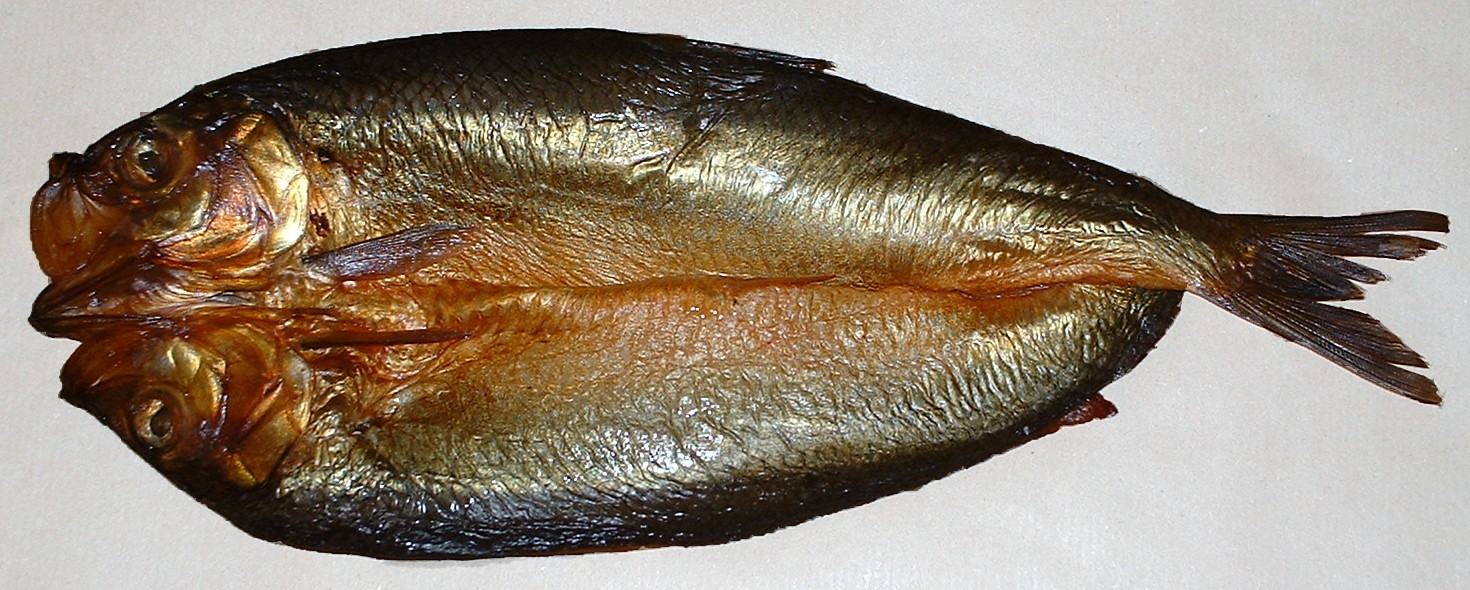

Il kipper è un'aringa aperta completamente, sviscerata, privata delle lische, salata o marinata e infine affumicata su legno (solitamente di quercia).
Nel Regno Unito, in Irlanda e in alcune regioni del Nord America i kipper sono consumati a colazione. Nel Regno Unito, prima della seconda guerra mondiale, le aringhe affumicate facevano parte dei pasti serali tra le persone della classe operaia che viveva nell'entroterra.